# Stará Myjava
Stará Myjava (německy Altmiawa, maďarsky Ómiava) je obec na západě Slovenska v okrese Myjava v Trenčínském kraji. Žije zde 762 obyvatel. První písemná zmínka o obci pochází z roku 1955. V obci se nachází přehrada Stará Myjava. 